# لی جی هیون
لی جی هیون (کره‌ای: 이지현؛ زادهٔ ۲۰ اکتبر ۱۹۷۲) بازیگر اهل کره جنوبی است. او به خاطر ایفای نقش در مجموعه‌های تلویزیونی سی و نه, دنیای زیبا و ما همه مرده‌ایم شناخته می‌شود.

## فیلم‌شناسی

### مجموعه تلویزیونی
| سال  | عنوان                | نقش           | منابع  |
| ---- | -------------------- | ------------- | ------ |
| ۲۰۱۷ | پکیج                 | هان بوک جا    | [ ۴ ]  |
| ۲۰۱۷ | درخشش باران          | همسر بیونگ هو | [ ۵ ]  |
| ۲۰۱۸ | ملکه مرموز           | لی یونگ سوک   | [ ۶ ]  |
| ۲۰۱۸ | بیا بخوریم           | کیم می سوک    | [ ۷ ]  |
| ۲۰۱۹ | دنیای زیبا           | ایم سوک هی    | [ ۸ ]  |
| ۲۰۱۹ | ابیس                 | جانگ سون یونگ | [ ۹ ]  |
| ۲۰۱۹ | یک شب بهاری          | وکیل          |        |
| ۲۰۲۰ | دکتر رمانتیک ۲       | مادر سون یونگ | [ ۱۰ ] |
| ۲۰۲۰ | پلی‌لیست بیمارستان    | شین می جین    | [ ۱۱ ] |
| ۲۰۲۰ | پادشاه: سلطنت ابدی   | مادر اون سوب  |        |
| ۲۰۲۰ | بار مرموز سانگاب     | جین سوک       | [ ۱۲ ] |
| ۲۰۲۰ | هیس                  | مادام کانگ    | [ ۱۳ ] |
| ۲۰۲۰ | سلام دراکولا         | می یونگ       | [ ۱۴ ] |
| ۲۰۲۱ | او هرگز نخواهد فهمید | اوه وول سون   | [ ۱۵ ] |
| ۲۰۲۲ | سی و نه              | مادر چان یونگ | [ ۱۶ ] |
| ۲۰۲۲ | باشگاه مادران سبز    | جونگ سوک      | [ ۱۷ ] |
| ۲۰۲۲ | لاو آل پلی           | مادر ته جون   | [ ۱۸ ] |

### مجموعه اینترنتی
| سال  | عنوان          | نقش           | منابع  |
| ---- | -------------- | ------------- | ------ |
| ۲۰۲۲ | ما همه مرده‌ایم | مادر چونگ سان | [ ۱۹ ] |